# Tribulus bimucronatus
Tribulus bimucronatus är en pockenholtsväxtart. Tribulus bimucronatus ingår i släktet tiggarnötter, och familjen pockenholtsväxter.

## Underarter
Arten delas in i följande underarter:
- T. b. bimucronatus
- T. b. inermis
- T. b. bispinulosus